# مارك شولتز (مغني)
مارك شولتز (بالإنجليزية: Mark Schultz)‏ هو مغني أمريكي، ولد في 16 سبتمبر 1970.

## وصلات خارجية
- الموقع الرسمي
- مارك شولتز على موقع ميوزك برينز (الإنجليزية)
- مارك شولتز على موقع ديسكوغز (الإنجليزية)